# Crenicichla
Crenicichla – rodzaj słodkowodnych ryb okoniokształtnych z rodziny pielęgnicowatych.
Występowanie: Ameryka Południowa

## Klasyfikacja
Gatunki zaliczane do tego rodzaju:
| - Crenicichla acutirostris - Crenicichla adspersa - Crenicichla albopunctata - Crenicichla alta - Crenicichla anthurus - Crenicichla brasiliensis - Crenicichla britskii - Crenicichla cametana - Crenicichla celidochilus - Crenicichla cincta - Crenicichla compressiceps - Crenicichla coppenamensis - Crenicichla cyanonotus - Crenicichla cyclostoma - Crenicichla empheres - Crenicichla frenata - Crenicichla gaucho - Crenicichla geayi - Crenicichla hadrostigma - Crenicichla haroldoi - Crenicichla heckeli - Crenicichla hemera - Crenicichla hu - Crenicichla hummelincki - Crenicichla igara - Crenicichla iguapina - Crenicichla iguassuensis - Crenicichla inpa - Crenicichla isbrueckeri | - Crenicichla jaguarensis - Crenicichla jegui - Crenicichla johanna - Crenicichla jupiaensis - Crenicichla jurubi - Crenicichla labrina - Crenicichla lacustris - Crenicichla lenticulata - Crenicichla lepidota - Crenicichla lucenai - Crenicichla lucius - Crenicichla lugubris - Crenicichla macrophthalma - Crenicichla maculata - Crenicichla mandelburgeri - Crenicichla marmorata - Crenicichla menezesi - Crenicichla minuano - Crenicichla missioneira - Crenicichla mucuryna - Crenicichla multispinosa - Crenicichla nickeriensis - Crenicichla niederleinii - Crenicichla notophthalmus - Crenicichla pellegrini - Crenicichla percna - Crenicichla phaiospilus - Crenicichla prenda - Crenicichla proteus | - Crenicichla punctata - Crenicichla pydanielae - Crenicichla regani - Crenicichla reticulata - Crenicichla rosemariae - Crenicichla santosi - Crenicichla saxatilis - Crenicichla scottii - Crenicichla sedentaria - Crenicichla semicincta - Crenicichla semifasciata - Crenicichla sipaliwini - Crenicichla stocki - Crenicichla strigata - Crenicichla sveni - Crenicichla tendybaguassu - Crenicichla ternetzi - Crenicichla tesay - Crenicichla tigrina - Crenicichla tingui - Crenicichla urosema - Crenicichla virgatula - Crenicichla vittata - Crenicichla wallacii - Crenicichla yaha - Crenicichla ypo - Crenicichla zebrina |

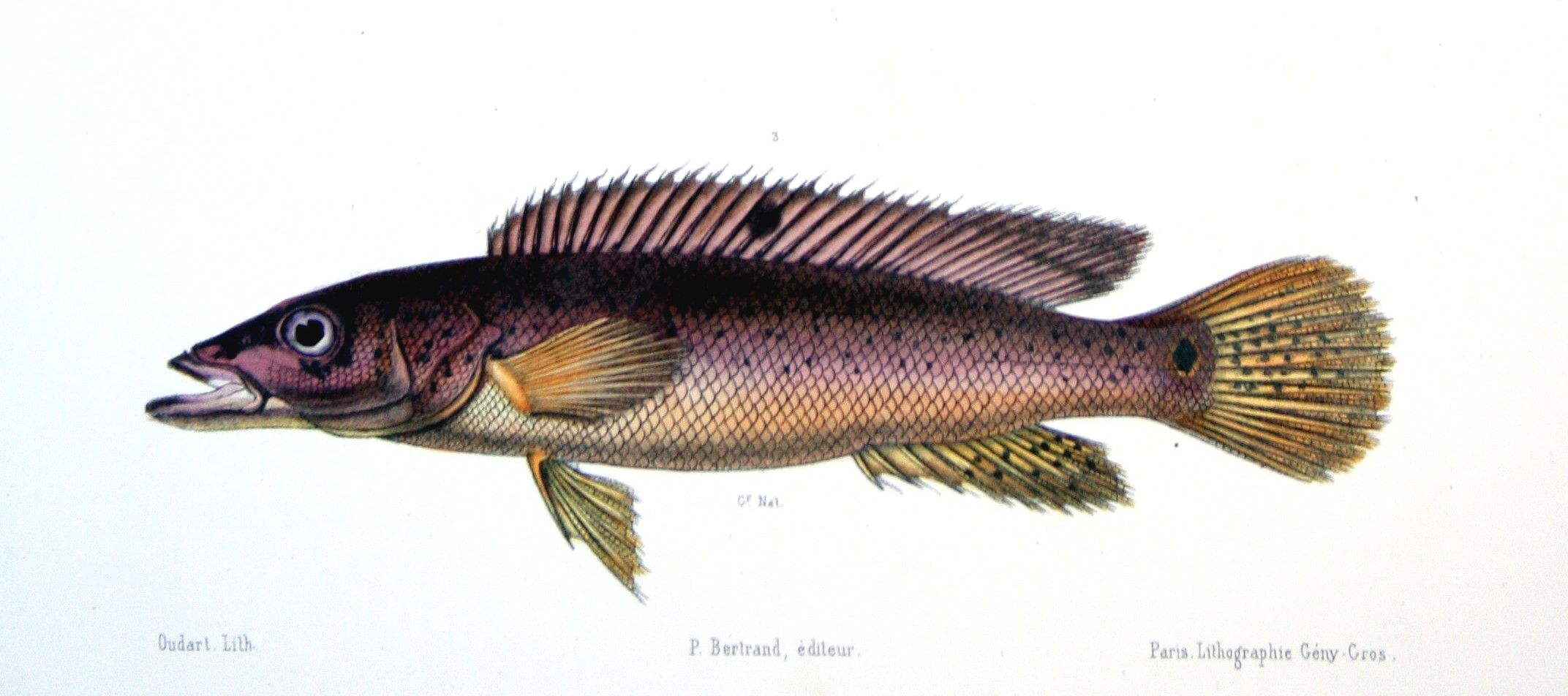
Crenicichla lacustris
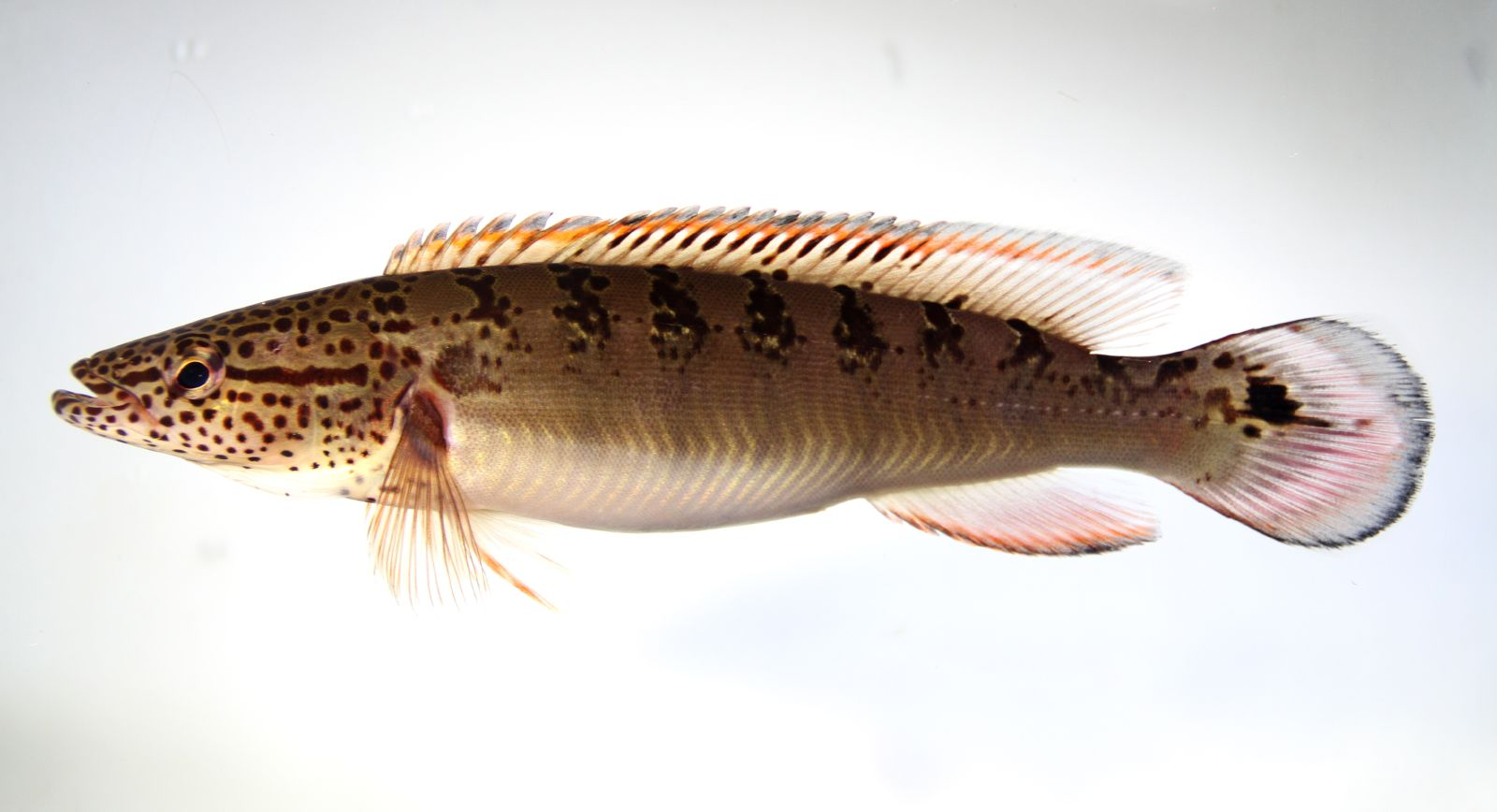
Crenicichla lenticulata
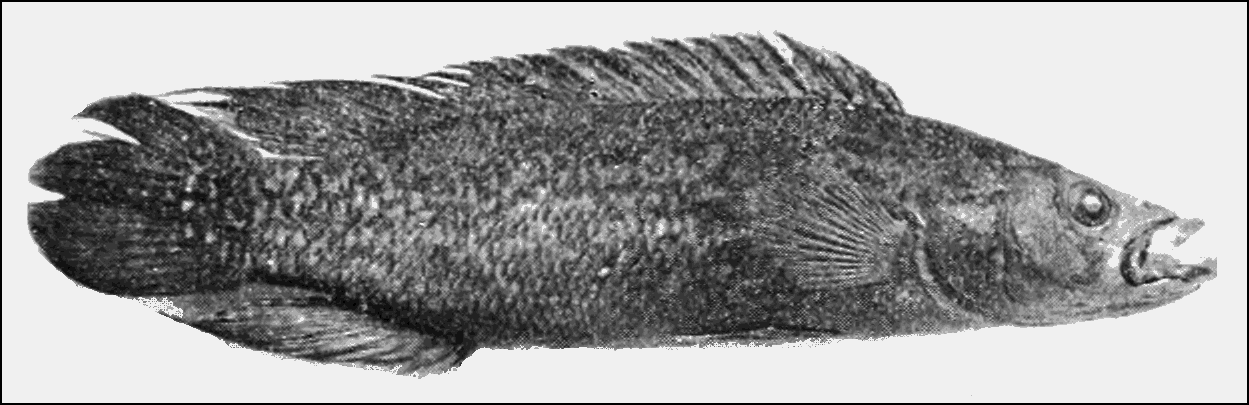
Crenicichla saxatilis